# Седельников, Пётр Иванович
Пётр Иванович Седельников (27 декабря 1921 — 22 ноября 2017) — участник Великой Отечественной войны, Герой Советского Союза. Подполковник.

## Биография
Родился 27 декабря 1921 года в городе Свободный в казачьей семье. Окончил 10 классов школы, а затем Кемеровский аэроклуб.
В 1940 году призван в ряды Красной армии и направлен в Новосибирскую военную авиационную школу пилотов. Потом он был направлен в Чкаловскую военную авиационную школу пилотов. Окончил её в 1943 году. Окончил курсы командиров эскадрилий.
С июля 1943 года — на фронте в Великую Отечественную войну. Седельников участвовал во многих операциях. Совершил 110 боевых вылетов к сентябрю 1944 года (сам утверждает, что совершил 111). Звание Героя Советского Союза получил в 1945 году за мужество и героизм.
После войны продолжал службу в ВВС СССР. Высшую офицерскую школу ВВС окончил в 1946 году. В 1954 году окончил лётно-тактические КУОС.
Жил в Москве. Скончался 22 ноября 2017 года. Похоронен на Троекуровском кладбище.
Несмотря на возраст, Пётр Иванович поддерживал связь с жителями Одессы, в освобождении которой участвовал в апреле 1944 года.

## Награды
- Медаль «Золотая Звезда» (23.02.1945);
- орден Ленина (23.02.1945);
- два ордена Красного Знамени (30.05.1944, 28.08.1944);
- два ордена Отечественной войны 1-й степени (28.01.1944, 11.3.1985);
- орден Отечественной войны 2-й степени (03.01.1944);
- два ордена Красной Звезды (16.09.1943, 30.12.1956);
- медали.